# Альбозаджа
Альбозаджа (італ. Albosaggia) — муніципалітет в Італії, у регіоні Ломбардія, провінція Сондріо.
Альбозаджа розташована на відстані близько 520 км на північний захід від Рима, 95 км на північний схід від Мілана, 3 км на південний захід від Сондріо.
Населення — 3128 осіб (2014).
Площа — 34 км².

## Демографія
Населення за роками:

Станом на 1 січня 2023 року в муніципалітеті офіційно проживали 104 іноземці з 22 країн, серед них 28 громадян країн Євросоюзу та 10 громадян України.

## Сусідні муніципалітети
- Кайоло
- Кастьоне-Андевенно
- Фаедо-Вальтелліно
- Монтанья-ін-Вальтелліна
- П'ятеда
- Сондріо